# James Augustus Grant
Pour les articles homonymes, voir Grant.
James Augustus Grant (11 avril 1827 — 11 février 1892) est un explorateur écossais de l'Afrique équatoriale orientale.

## Biographie
James Augustus Grant est né en 1827 à Nairn dans les Highlands écossais.

En 1846, il rejoint l'armée indienne. et participe à la guerre anglo-Sikhe (1848-1849), puis à la lutte contre la révolte des Cipayes, pendant laquelle il est blessé (1857, Lucknow).
Il retourne en Angleterre en 1858. 

En 1860, il rejoint John Hanning Speke pour la mémorable expédition à la recherche des mythiques sources du Nil. Grant mène au cours de ce voyage plusieurs enquêtes de manière indépendante et réalise de précieuses collections botaniques.
La gazelle de Grant, l'une des plus grandes gazelles d'Afrique, porte son nom.

En 1864, il publie, en complément du récit de Speke sur leur voyage, A Walk across Africa, dans lequel il traite en particulier de « la vie et des activités ordinaires, des habitudes et des sentiments des indigènes » et de la valeur économique des pays traversés. En 1864, il reçoit la Médaille d'or de la Royal Geographical Society et, en 1866, il est nommé Compagnon de l'Ordre du Bain en reconnaissance de ses services dans l'expédition.

Il se marie en 1865 avec Margaret Thompson Laurie, héritière de Sir Peter Laurie, Lord-maire de Londres, son grand-oncle.

Grant sert dans le département du renseignement lors de l'expédition anglaise d'Abyssinie de 1868 ; il est ensuite nommé Compagnon de l'Ordre de l'Étoile d'Inde et reçoit la Médaille de la guerre d'Abyssinie. A la fin de la guerre, il quitte l'armée avec le grade de lieutenant-colonel.

Il meurt en 1892, âgé de 64 ans.

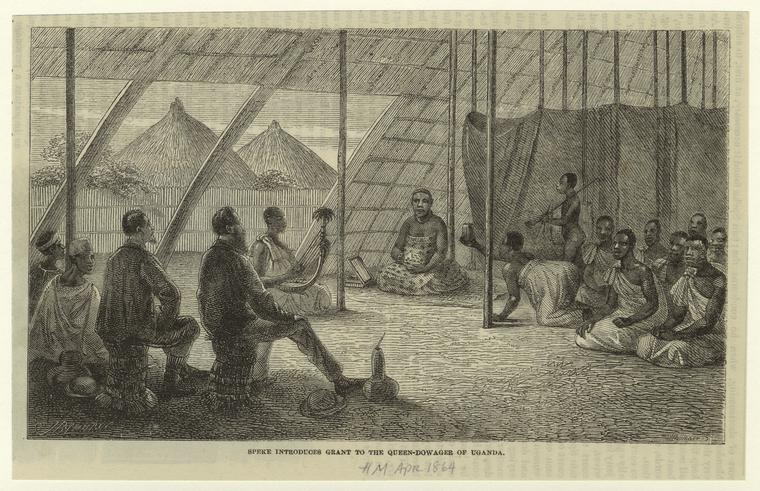
Speke présentant Grant à la reine-douairière d'Ouganda.
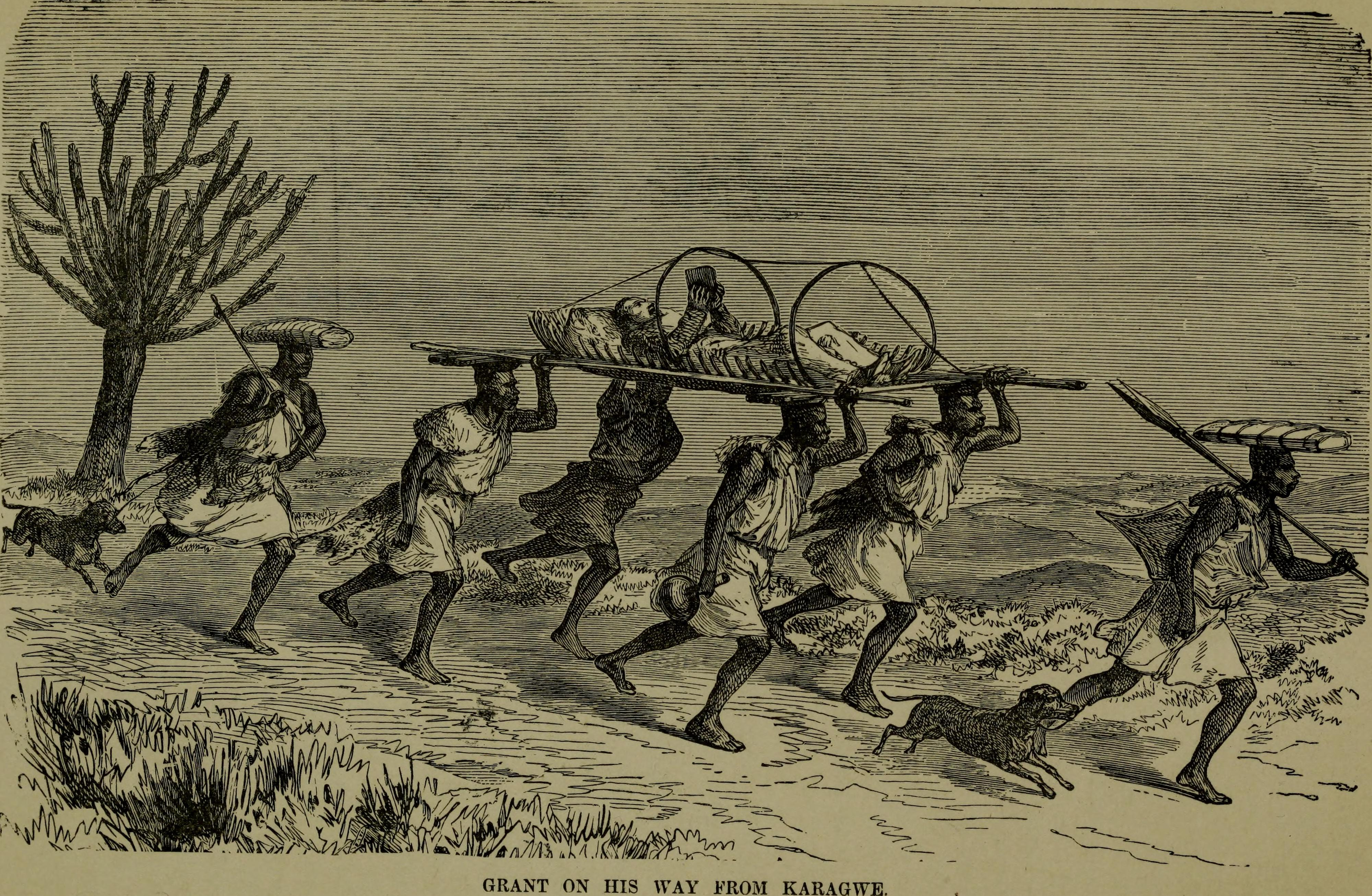
« Grant de retour du Karagwe » (grav. 1900).

### Sources
- (en) Cet article est partiellement ou en totalité issu de l’article de Wikipédia en anglais intitulé « James Augustus Grant » (voir la liste des auteurs).